# دانشگاه بونکا گاکوئن

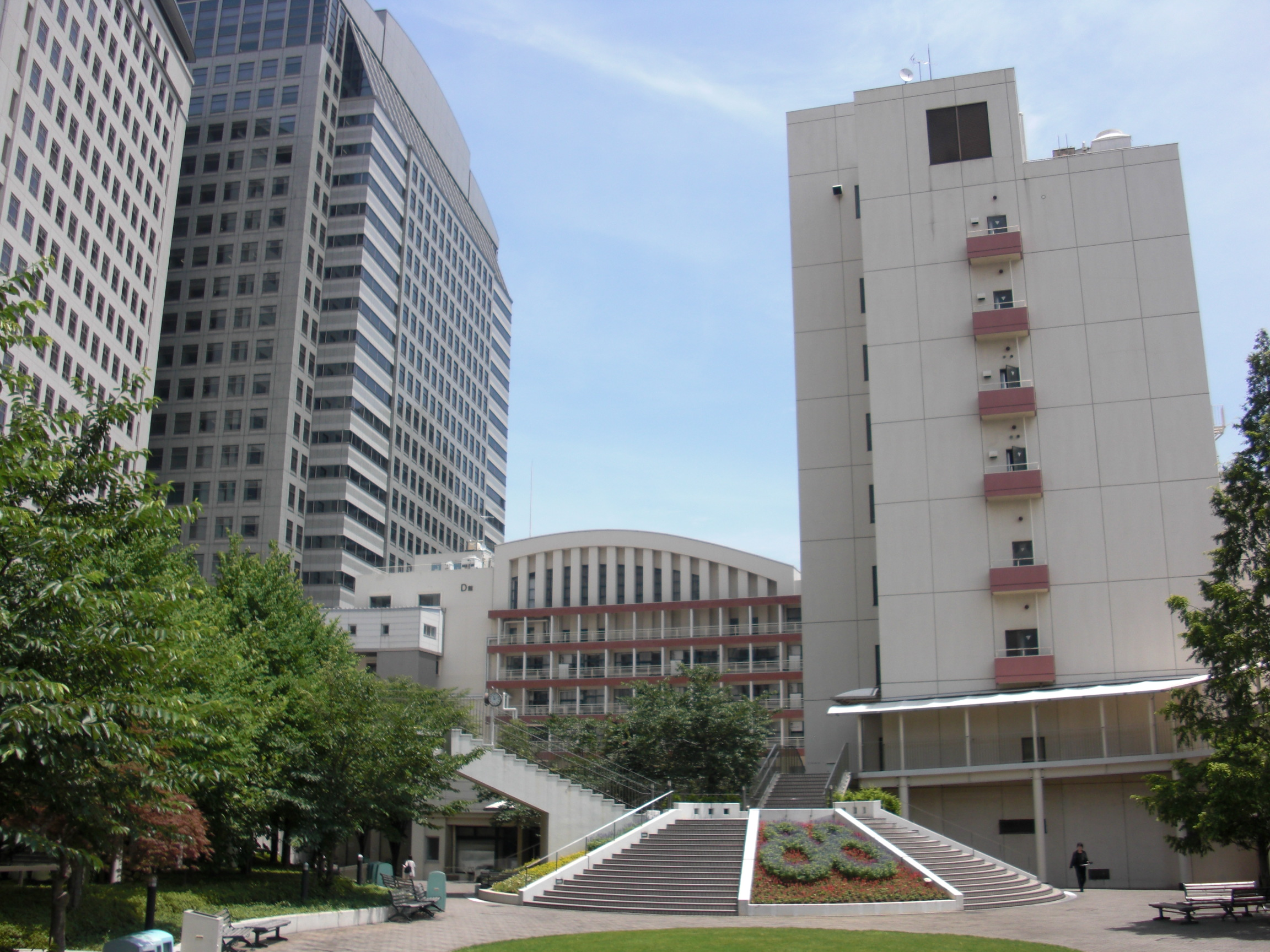
بخشی از محوطه درون شهری دانشگاه

دانشگاه بونکا گاکوئن (انگلیسی: Bunka Gakuen University) یک دانشگاه غیردولتی در شیبویا-کو، توکیو ژاپن است. این دانشگاه در زمان تأسیس در سال ۱۹۲۳ یک مدرسه فنی و حرفه‌ای دخترانه بود. در سال ۱۹۵۲ به یک کالج زنانه تبدیل شد. در سال ۱۹۶۴، به دانشگاه تبدیل شد و نامش را دانشگاه زنانه بونکا گذاشتند. در سال ۲۰۱۲ نام این دانشگاه به «دانشگاه بونکا گاکوئن» تغییر یافت.